# Priocnemis ussuriensis
Priocnemis ussuriensis (лат.) — вид дорожных ос рода Priocnemis (подрод Umbripennis, Pompilidae).

## Распространение
Дальний Восток: Россия (Приморский  край, Южный Сахалин), Республика Корея, Китай (Аньхой).

## Описание
Длина тела самцов 8,0—10,5 мм, самок — 9,0—14,0 мм. Основная окраска тела чёрная. Лёт отмечен в мае, июне и июле. Предположительно, как и другие виды своего рода охотятся на пауков. Вид был впервые описан в 1988 году российским гименоптерологом Аркадием Степановичем Лелеем (Биолого-почвенный институт ДВО РАН, Владивосток) и назван по имени места нахождения (Уссурийский  заповедник).